# United Patriots Front
United Patriots Front (UPF, în română Frontul Patriotilor Uniti) a fost o organizație de extremă dreapta ai cărei membri erau neonaziști și creștini fundamentalisti⁠(d). Situată în statul Victoria, UPF a fost o organizație naționalistă islamofobă care s-a opus imigrației, multiculturalismului⁠(d)și islamului în cadrul manifestațiilor sale. Grupul reprezintă o fracțiune care a luat naștere după o dispută între Shermon Burgess și organizatorii Reclaim Australia⁠(d). UPF a fost descrisă în mass-media drept un grup care incită la ură. Aceasta s-a desființat în 2017, deși nu există dovezi care să susțină acest lucru, și încă există reportaje care îl menționează pe Cottrell ca lider al acesteia. Foștii membrii ai UPF au înființat grupul naționalist Lads Society spre sfârșitul anului 2017.
Liderul UPF, Blair Cottrell, a fost condamnat pentru crimă, fiind descris în presă și de către comisarul Tim Soutphommasane ca având convingeri neonaziste. Pe lânga alte probleme cu legea, liderii UPF Cottrell, Neil Erikson și Christopher Shortis au fost găsiți vinovați în septembrie 2017 de incitare la ură față de musulmani și amendați cu 2.000 de dolari fiecare.
Erikson a recunoscut că este neonazist și a fost condamnat pentru hărțuirea⁠(d) unui rabin. Cottrell a susținut  că fiecare clasă din Australia trebuie să aibă portretul lui Adolf Hitler și copii ale lucrării sale, Mein Kampf, să fie „tipărite anual” pentru studenți. În 2015, cei doi lideri au fost spionați în timp ce discutau despre teorii conspirative cu evrei și despre „chestiunea evreiască⁠(d)”, Erikson susținând că „părerea mea personală este să susținem rahatul musulman și marxismul cultural pentru a obține sprijin deplin, pe evrei îi rezolvăm mai târziu. Nu trebuie să-ți dai arama pe față”. Cottrell a precizat la rândul său că susține această atitudine și că „va dura ani să ne pregătim pentru chestiunea evreiască. Dacă am discuta public astăzi, am fi uciși de opinia publică”.